# Björn buna Grímsson
Björn buna Grímsson (c. 765 – 820) fue un caudillo vikingo y hersir de Sogn, Noruega.
Tras la proclamación de su hijo Ketill como rey de las Sudreys, se negó a pagar impuestos a la corona y en consecuencia Harald I de Noruega le expropió de sus posesiones. Björn retiro su apoyo a Harald y se llevó a sus hijos lejos de la influencia real. Tras un breve tiempo en las Sudreys, emigró a Islandia donde se asentó en Snæfellsnes y tuvo su hacienda en Bjarnarhöfn. Entre sus descendientes aparecen figuras prominentes de la colonización e historia de Islandia. Jesse Byock le señala como el primer vikingo que potenció la creación del Althing en la Mancomunidad Islandesa. Por otro lado, Sigurður Nordal teorizó que los primeros goðis islandeses fueron seleccionados entre su estirpe y alianzas familiares.
Su figura histórica también se menciona en la saga de Njál, y la saga de Laxdœla.

## Ascendencia real
Según Landnámabók, Björn buna era hijo de Veðra-Grím Hjaldursson (745 - 790), hijo de Hjalldur Vatnarsson (720 - 765) y nieto de Vatnarr Vikarsson (Bergen, n. 665), rey de Hordaland. La madre de Björn era Hervör Þorgerðardóttir, hija del jarl Þorgerður de Sogn, que también era madre de Herjólfur Eyvindsson.

## Descendencia
Björn se casó con Velaug Vikingsdatter (n. 766), hija de Viking Skaanoyskjelmer (n. 740) y hermana del rey Audbjorn de Fjordane. De esa relación nacieron cuatro hijos:
- Helgi Björnsson (n. 786).[11][12] Helgi fue padre del hersir Björn de Aurlandi (Bjørn Aurland Herse, c. 826) y abuelo de Brynjulf Björnsson.
- Hrapp Björnsson (n. 788).
- Ketil Nariz Chata, el primer rey vikingo de Mann  y las Sudreys según las crónicas y sagas nórdicas.
- Asbjorn Björnsson (n. 792).